# Ciclismo ai Giochi della XXIX Olimpiade - Cronometro femminile
La Cronometro femminile dei Giochi della XXIX Olimpiade fu corsa il 10 agosto a Pechino, in Cina, ed affrontò un percorso totale di 23,5 km. Venne vinta dalla statunitense Kristin Armstrong, che terminò la gara in 34′51″.
Alla gara presero parte 25 atleti.

## Risultati
| Pos. | Corridore           | Squadra       | Tempo   |
| ---- | ------------------- | ------------- | ------- |
| 1    | Kristin Armstrong   | Stati Uniti   | 34′51″  |
| 2    | Emma Pooley         | Gran Bretagna | a 24"   |
| 3    | Karin Thürig        | Svizzera      | a 59"   |
| 4    | Jeannie Longo       | Francia       | a 1′00" |
| 5    | Christine Thorburn  | Stati Uniti   | a 1′02" |
| 6    | Judith Arndt        | Germania      | a 1′08″ |
| 7    | Christiane Soeder   | Austria       | a 1′29" |
| 8    | Priska Doppmann     | Svizzera      | a 1′36" |
| 9    | Zul'fija Zabirova   | Kazakistan    | a 1′37″ |
| 10   | Susanne Ljungskog   | Svezia        | a 1′41″ |
| 11   | Hanka Kupfernagel   | Germania      | a 1′43″ |
| 12   | Tatiana Guderzo     | Italia        | a 1′46" |
| 13   | Linda Villumsen     | Danimarca     | a 1′58" |
| 14   | Marianne Vos        | Paesi Bassi   | a 2′06" |
| 15   | Nicole Cooke        | Gran Bretagna | a 2′22" |
| 16   | Natal'ja Bojarskaja | Russia        | s.t.    |
| 17   | Min Gao             | Cina          | a 2′23″ |
| 18   | Mirjam Melchers     | Paesi Bassi   | a 2′59″ |
| 19   | Marta Vilajosana    | Spagna        | a 3′03″ |
| 20   | Maryline Salvetat   | Francia       | a 3′18" |
| 21   | Emma Johansson      | Svezia        | a 3′37" |
| 22   | Oenone Wood         | Australia     | a 4′01" |
| 23   | Edita Pučinskaitė   | Lituania      | a 4′03" |
| 24   | Alexandra Wrubleski | Canada        | a 4′23" |
| 25   | Lang Meng           | Cina          | a 5′59" |